# サニックスカップU-17国際ハンドボール交流大会

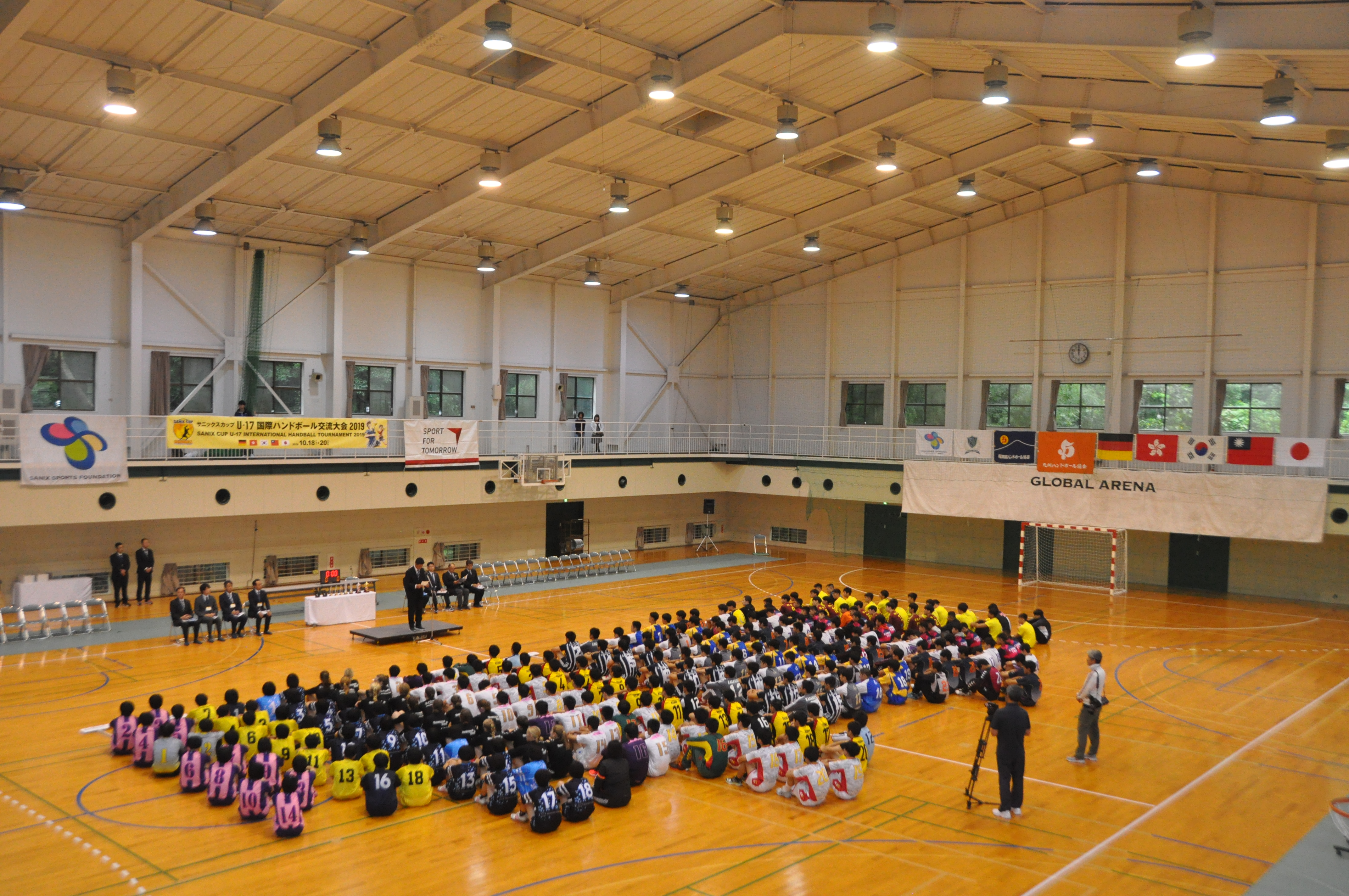
開会式の様子（2019年大会）

サニックスカップU-17国際ハンドボール交流大会（サニックスカップU-17こくさいハンドボールこうりゅうたいかい）は、毎年10月に福岡県宗像市のグローバルアリーナで行われるU-17男女別のハンドボール国際大会である。
主催は、九州ハンドボール協会と一般財団法人サニックススポーツ振興財団。
2020年秋に開催予定の第13回大会は、新型コロナウイルス感染拡大防止のため、中止となった。

## 概要
2008年10月より、海外2チームを含む男子6チームで始まる（3チーム×2グループ）。 
2011年大会より、出場チームを12チームに増やし、海外から3チームを招待（4チーム×3グループ）。 
2013年大会より女子の競技もスタートし（全4チームの1グループ）、現在に至る。 
第1回大会から海外チームの参加があり、今までは韓国、台湾、タイ、カナダ、フランス、オランダ、香港とドイツのチームが出場している。

## 歴代入賞チーム

### 男子
| 開催年 | 優勝                     | 準優勝                   | 3位                      | 3位                          |
| ------ | ------------------------ | ------------------------ | ------------------------ | ---------------------------- |
| 2008年 | 興南（沖縄）             | 千原台（熊本）           | 香川中央（香川）         | ー                           |
| 2009年 | 北陸（福井）             | 愛知（愛知）             | 台湾ユース（台湾）       | 興南（沖縄）                 |
| 2010年 | ソンサン（善山、韓国）   | 興南（沖縄）             | 香川中央（香川）         | ー                           |
| 2011年 | 北陸（福井）             | ソンサン（善山、韓国     | 興南（沖縄）             | 大分雄城台（大分）           |
| 2012年 | 岩国工業（山口）         | 瓊浦（長崎）             | 北陸（福井）             | 桃山学院（大阪）             |
| 2013年 | ナムハン（南漢、韓国）   | 興南（沖縄）             | 藤代紫水（茨城）         | 愛知（愛知）                 |
| 2014年 | 大分雄城台（大分）       | 藤代紫水（茨城）         | 興南（沖縄）             | 香川中央（香川）             |
| 2015年 | 興南（沖縄）             | 法政大学第二（神奈川）   | 大阪体育大学浪商（大阪） | 北陸（福井）                 |
| 2016年 | 北陸（福井）             | 法政大学第二（神奈川）   | 藤代紫水（茨城）         | 洛北（京都）                 |
| 2017年 | 氷見（富山）             | 北陸（福井）             | 台湾ユース（台湾）       | 大分雄城台（大分）           |
| 2018年 | 興南（沖縄）             | 神戸国際大学附属（兵庫） | 香川中央（香川）         | 北陸（福井）                 |
| 2019年 | 大阪体育大学浪商（大阪） | 神戸国際大学附属（兵庫） | 香川中央（香川）         | ブチョン（富川）工業（韓国） |

### 女子
| 開催年 | 優勝                       | 準優勝                              | 3位                | 4位                        |
| ------ | -------------------------- | ----------------------------------- | ------------------ | -------------------------- |
| 2013年 | 高松商業（香川）           | 四天王寺（大阪）                    | 那覇西（沖縄）     | 台湾選抜（台湾）           |
| 2014年 | 四天王寺（大阪）           | 高松商業（香川）                    | 福岡県選抜（福岡） | 高岡向陵（富山）           |
| 2015年 | 大分（大分）               | 福岡県選抜（福岡）                  | 高松商業（香川）   | 不来方（岩手）             |
| 2016年 | 水海道第二（茨城）         | 四天王寺（大阪）                    | 明光学園（福岡）   | 鹿児島南（鹿児島）         |
| 2017年 | 名古屋経済大学市邨（愛知） | 今治東中等教育学校（愛媛）          | 明光学園（福岡）   | 台湾ユース（台湾）         |
| 2018年 | 明光学園（福岡）           | 大分（大分）                        | 洛北（京都）       | アルバータ州選抜（カナダ） |
| 2019年 | 白梅学園（東京）           | Vfl. バードシュヴァルタウ（ドイツ） | 那覇西（沖縄）     | 明光学園（福岡）           |